# Ernesto Aura
Ernesto Aura León (Barcelona, 28 de enero de 1940-4 de noviembre de 2008) fue un consumado actor español de doblaje, teatro y televisión. Murió a consecuencia de un cáncer.

## Trayectoria profesional
Tras cursar estudios de bachiller y licenciarse en arte dramático, Ernesto comenzó su carrera profesional como actor radiofónico en Barcelona, junto a Amelia De La Torre y Ana Diosdado, y debutó en el mundo del doblaje en 1958 en el estudio de grabación «VOZ DE ESPAÑA» ubicado en Barcelona. A finales de 1969 se trasladó a Madrid donde realizó una carrera paralela como actor televisivo en varios programas dramáticos de RTVE. A mediados de los 70 volvió a Barcelona para centrarse en su carrera como actor de doblaje.
Su voz, potente y muy grave, era idónea para doblar a muchos de los «tipos duros» que salían en la gran pantalla, en especial Arnold Schwarzenegger en la mayoría de sus películas, así como la voz de otros actores de renombre internacional como Clint Eastwood, Christopher Plummer, James Coburn, Scott Glenn, Rutger Hauer, Frank Sinatra, Héctor Elizondo, Sam Elliott, Scott Glenn, Danny Glover, Martin Sheen, Tommy Lee Jones y Laurence Fishburne. Su primer papel de envergadura fue doblando a Richard Widmark en Pánico en las calles, doblaje realizado en 1966. Además, ejerció su faceta como director de doblaje, llegando a dirigir multitud de películas. Dobló en más de 1000 películas y series, tanto en castellano como en catalán
En el campo televisivo, Ernesto Aura apareció en muchas adaptaciones literarias producidas por Estudio 1 en TVE, como Los tres mosqueteros y Peribañez y el Comendador de Ocaña entre otras.
Fue conocido por hacer la voz en off de los CD de megamixes de la saga «Máquina Total».
Con su desaparición se fue uno de los grandes maestros de la interpretación y una de las mejores voces del doblaje en España.

## Curiosidades
- Fue la marcha de Ernesto Aura a Madrid y su decisión de dejar apartado durante algún tiempo el doblaje lo que propició el cambio de voz de Clint Eastwood en el doblaje en castellano. Hasta aquel entonces, Ernesto ya se había convertido en la voz habitual del actor, doblándole 3 veces consecutivas. A raíz de la marcha de Ernesto, Manuel Cano fue quien dobló a Clint en La leyenda de la ciudad sin nombre (1969), y posteriormente sería Constantino Romero en Los violentos de Kelly (1970), quien ya se convertiría definitivamente en la voz habitual del famoso cineasta americano.

- Dos de sus títulos favoritos en los que él había intervenido como actor de doblaje fueron Camelot, donde doblaba a Richard Harris y El desafío de las águilas, donde dobló a Clint Eastwood.

- Dirigió los doblajes de más de 200 largometrajes en castellano y en catalán. Entre algunos de sus doblajes realizados en lengua catalana, se encuentra el de Tommy Lee Jones en El fugitivo (El fugitiu), Clint Eastwood en El seductor, James Coburn en La cruz de hierro (La creu de ferro), Charlton Heston en Ben-Hur y Arnold Schwarzenegger en Commando.

## Número de doblajes de actores más conocidos
- Voz habitual de Arnold Schwarzenegger (en 18 películas).
- Voz habitual de Laurence Fishburne (en 12 películas).
- Voz habitual de Kris Kristofferson (en 12 películas).
- Voz habitual de Scott Glenn (en 11 películas).
- Voz habitual de Tommy Lee Jones (en 10 películas).
- Voz habitual de Donald Sutherland (en 10 películas).
- Voz habitual de Danny Glover (en 9 películas).
- Voz habitual de Martin Sheen (en 8 películas).
- Voz habitual de Patrick Stewart (en 8 películas).

## Algunos doblajes realizados
| Actor original        | Título                                              | Personaje                      | Año  |
| --------------------- | --------------------------------------------------- | ------------------------------ | ---- |
| Alan Rickman          | Robin Hood: príncipe de los ladrones                | Sheriff de Nottingham          | 1991 |
| Alan Rickman          | Love Actually                                       | Harry                          | 2003 |
| Arnold Schwarzenegger | Conan el Destructor                                 | Conan                          | 1984 |
| Arnold Schwarzenegger | Perseguido (2º doblaje)                             | Benjamin A. "Ben" Richards     | 1987 |
| Arnold Schwarzenegger | Danko: calor rojo                                   | Capitán Ivan Danko             | 1988 |
| Arnold Schwarzenegger | Desafío total                                       | Douglas Quaid / Hauser         | 1990 |
| Arnold Schwarzenegger | La historia de Jayne Mansfield (doblaje vídeo 1990) | Mickey Hargitay                | 1990 |
| Arnold Schwarzenegger | Poli de guardería                                   | Detective John Kimble          | 1990 |
| Arnold Schwarzenegger | Mentiras arriesgadas                                | Harry Tasker                   | 1994 |
| Arnold Schwarzenegger | Junior                                              | Doctor Alex Hesse              | 1994 |
| Arnold Schwarzenegger | Eraser                                              | Marshal John Kruger            | 1996 |
| Arnold Schwarzenegger | Un padre en apuros                                  | Howard Langston                | 1996 |
| Arnold Schwarzenegger | Batman y Robin                                      | Mr. Freeze                     | 1997 |
| Arnold Schwarzenegger | El fin de los días                                  | Jericó Caine                   | 1999 |
| Arnold Schwarzenegger | El sexto día                                        | Adam Gibson                    | 2000 |
| Arnold Schwarzenegger | Daño colateral                                      | Gordon Brewer                  | 2002 |
| Badja Djola           | Arde Mississippi                                    | Agente Monk                    | 1988 |
| Charles Bronson       | Doce del patíbulo                                   | Joseph Wladislaw               | 1967 |
| Charles Dance         | Luna de porcelana                                   | Rupert Munro                   | 1991 |
| Christopher Plummer   | La batalla de Inglaterra                            | Jefe de escuadrón Colin Harvey | 1969 |
| Christopher Plummer   | Lobo                                                | Raymond Alden                  | 1994 |
| Christopher Plummer   | Doce monos                                          | Doctor Goines                  | 1995 |
| Clint Eastwood        | Cometieron dos errores                              | Comisario Jebediah Cooper      | 1968 |
| Clint Eastwood        | La jungla humana (doblaje original)                 | Coogan                         | 1968 |
| Clint Eastwood        | El desafío de las águilas                           | Teniente Morris Schaffer       | 1968 |
| Danny Glover          | El color púrpura                                    | Albert                         | 1985 |
| Danny Glover          | Poli con suerte                                     | Raymond Campanella             | 1991 |
| Danny Glover          | Operación elefante                                  | Capitán Sam Cahill             | 1994 |
| Danny Glover          | Dos chiflados en remojo                             | Gus Green                      | 1997 |
| Danny Glover          | Legítima defensa                                    | Juez Tyrone Kipler             | 1997 |
| Danny Glover          | Beloved                                             | Paul Garner                    | 1998 |
| Danny Glover          | Saw                                                 | Detective David Tapp           | 2004 |
| David Carradine       | Kill Bill: Volumen 2                                | Bill                           | 2004 |
| Dean Martin           | El póker de la muerte                               | Van Morgan                     | 1968 |
| Donald Sutherland     | Cold Mountain                                       | Reverendo Monroe               | 2003 |
| Donald Sutherland     | The Italian Job                                     | John Bridger                   | 2003 |
| Ed Harris             | Creepshow                                           | Hank Blaine                    | 1982 |
| Frank Sinatra         | De aquí a la eternidad (2º doblaje)                 | Cabo Angelo Maggio             | 1966 |
| Frank Sinatra         | El hombre del brazo de oro                          | Frankie Machine                | 1968 |
| Gavan O'Herlihy       | Willow                                              | Airk Thaughbaer                | 1988 |
| Harvey Keitel         | Taxi Driver                                         | Matthew Higgins "Sport"        | 1976 |
| James Coburn          | Payback                                             | Fairfax                        | 1998 |
| James Woods           | Ejecución inminente                                 | Alan Mann                      | 1999 |
| Jürgen Prochnow       | En la boca del miedo                                | Sutter Cane                    | 1994 |
| Kris Kristofferson    | Blade                                               | Abraham Whistler               | 1998 |
| Kris Kristofferson    | Blade II                                            | Abraham Whistler               | 2002 |
| Kris Kristofferson    | Blade: Trinity                                      | Abraham Whistler               | 2004 |
| Laurence Fishburne    | Los Chicos del Barrio                               | Furious Styles                 | 1991 |
| Laurence Fishburne    | Otelo                                               | Othello                        | 1995 |
| Laurence Fishburne    | Semillas de rencor                                  | Maurice Phipps                 | 1995 |
| Laurence Fishburne    | Horizonte final                                     | Capitán Miller                 | 1997 |
| Laurence Fishburne    | Matrix                                              | Morfeo                         | 1999 |
| Laurence Fishburne    | Matrix Reloaded                                     | Morfeo                         | 2003 |
| Laurence Fishburne    | Matrix Revolutions                                  | Morfeo                         | 2003 |
| Martin Sheen          | Atrápame si puedes                                  | Roger Strong                   | 2002 |
| Michael Caine         | Sangre y vino                                       | Victor                         | 1996 |
| Patrick Stewart       | Star Trek VII: La próxima generación                | Capitán Jean Luc Picard        | 1994 |
| Patrick Stewart       | Star Trek VIII: Primer contacto                     | Capitán Jean Luc Picard        | 1996 |
| Patrick Stewart       | Star Trek IX: Insurrección                          | Capitán Jean Luc Picard        | 1998 |
| Patrick Stewart       | Star Trek X: Némesis                                | Capitán Jean Luc Picard        | 2002 |
| Peter Stormare        | Asesinato en 8mm                                    | Dino Velvet                    | 1999 |
| Raymond J. Barry      | Flubber y el profesor chiflado                      | Chester Hoenicker              | 1997 |
| Robert De Niro        | Una terapia peligrosa                               | Paul Vitti                     | 1999 |
| Robert Redford        | Propiedad condenada                                 | Owen Legate                    | 1966 |
| Robert Redford        | La jauría humana                                    | Charles Reeves                 | 1966 |
| Rutger Hauer          | Escape de Sobibor                                   | Alexander "Sasha" Pechersky    | 1987 |
| Rutger Hauer          | Batman Begins                                       | William Earle                  | 2005 |
| Sam Elliott           | Hulk                                                | General Thaddeus Ross          | 2003 |
| Scott Glenn           | Elegidos para la gloria                             | Alan Shepard                   | 1983 |
| Scott Glenn           | Bala blindada                                       | Creasy                         | 1987 |
| Scott Glenn           | La caza del Octubre Rojo                            | Bart Mancuso                   | 1996 |
| Scott Glenn           | Poder absoluto                                      | Agente Bill Burton             | 1996 |
| Scott Glenn           | Límite vertical                                     | Montgomery Wick                | 2000 |
| Tom Georgeson         | Un pez llamado Wanda                                | Georges Thomason               | 1988 |
| Tommy Lee Jones       | Lunes tormentoso                                    | Cosmo                          | 1988 |
| Tommy Lee Jones       | Alerta máxima                                       | William Stranix                | 1992 |
| Tommy Lee Jones       | El cliente                                          | Roy Foltrigg                   | 1994 |
| Tommy Lee Jones       | Batman Forever                                      | Harvey Dent / Dos caras        | 1995 |
| Tommy Lee Jones       | U.S. Marshals                                       | Marshal Samuel Gerard          | 1998 |
| Tommy Lee Jones       | Reglas de compromiso                                | Coronel Hayes Hodges           | 2000 |
| Tommy Lee Jones       | Space Cowboys                                       | Hawk Hawkins                   | 2000 |
| Tommy Lee Jones       | The Hunted                                          | Bonham                         | 2003 |
| Willem Dafoe          | Vivir y morir en Los Ángeles                        | Rick Masters                   | 1985 |